# 維也納歌劇院舞會
維也納歌劇院舞會（德語：Wiener Opernball）是每年2月聖輝星期三之前的星期四在維也納國立歌劇院舉辦的盛大舞會，由維也納國家劇院管弦樂隊音樂伴奏。這也是歐洲最高規格、歷史悠久的舞會。

## 歷史淵源
首次舉辦維也納歌劇院舞會可追朔到奧匈帝國時代的1877年，從那時始每年都舉辦舞會。奧匈帝國時代，舞會由奧匈帝國皇帝來主持，1918年奧匈帝國解體之後，作爲國家元首的奧地利共和國聯邦總統成爲了舞會的主持人。二戰期間的1945年3月因盟軍轟炸，維也納國立歌劇院遭到破壞，每年一度的舞會爲此中斷，二戰結束10年之後，歌劇院經過重建，作爲戰後復興的象徵，自1956年開始歌劇院舞會重新得以恢復並一直延續到今天。
歌劇院舞會傳統上是舊貴族、有身份地位的人、外交官等上層社會的子女們社交聚會的象徵，也是青年男女相識結緣的場所。對於舊貴族是會員制，每年從選出的舊貴族通過抽籤，並根據貴族族譜將入場券分發給其後代，一般人無緣參與。爲此，每逢舉辦歌劇院舞會時，歌劇院周圍總是有抗議人群，稱歌劇院舞會是“上流社會的滑稽劇”，1989年曾經發生示威者縱火焚燒警車的事件。
最近幾年，歌劇院舞會的參與標準逐漸放開，一般人通過審查也可以參加。但是審查條件極爲嚴格，對參與者，除了身高、容貌、語言能力等條件之外，還要求通曉社交禮儀等。被選中爲初登場者（debutante）的人由17歲至24歲的150對青年男女組成，對這些人來説，這樣的機會一生中僅有一次。因此，歌劇院舞會今天依然具有男女結緣的意味。2020年2月，維也納歌劇院舞會出現首對同性伴侣。

## 舞會要素

### 服飾規定
男子身著黑色燕尾服，白色蝴蝶結、白手套。女子身著純白色舞會長裙和晚會手套。隨著年代變遷，這些服飾的樣式風潮幾經變化，但是作爲女性初登場者來説，白色長手套和王冠必不可少，服飾由參與者個人準備，王冠由主辦者事先發放到美容院，由美容院再佩戴到女性參與者頭上。

### 會場佈置
在舞會開始前，主辦方將歌劇院中央的普通觀衆座椅撤掉，同時再臨時搭建與舞臺同等高度的舞池地板。舞會的當天從歐洲各國運來8萬支鮮花將會場裝飾一新。

### 舞會過程
作爲舞會的固定節目，先是由維也納國家芭蕾舞團的舞蹈家們在小约翰·施特劳斯的舞曲伴奏下，翩翩起舞。之後由男女著名歌唱家登場演唱，晚上十點開始，由150對青年男女組成的初登場者舞伴先進行編隊舞蹈表演，之後，當奏響藍色的多瑙河之後，6000多位來賓們紛紛打開香檳慶賀，並來到舞池與150對青年男女共同起舞。舞會全程由電視臺實況轉播，舞會持續到翌日凌晨5點。

## 舞會影響
歌劇院舞會每年都有電視臺全程實況轉播，收視率達到了59%，相當於奧地利的274萬人觀看這個轉播。最近幾年，歌劇院舞會的模式傳播到了捷克的布拉格和美國，維也納社交舞的頭面人物親赴指導。